# Medalla 18 de mayo de 1811
La Medalla 18 de Mayo de 1811 es una condecoración militar de Uruguay otorgada por el Comandante en Jefe del Ejército a civiles o militares, nacionales o extranjeros, por servicios meritorios al Ejército Nacional de Uruguay. Esta medalla se creó en 1997 como la segunda medalla en jerarquía después de la Medalla al Mérito Militar.

## Régimen jurídico
El régimen actual de la medalla es dado por el Decreto N° 71/019 del 28 de febrero de 2019 del Poder Ejecutivo, que sustituye la regulación anterior del Decreto N° 469/997 del 26 de diciembre de 1997 que la creó, motivado en los cambios en el régimen de Ceremonial y Protocolo del Ejército.
Según su régimen original, la motivación al crear la medalla estaba en la necesidad de complementar la Medalla al Mérito Militar creada en 1991, a concederse por el Comandante en Jefe del Ejército.

## Características
La distinción está compuesta por la venera, la encomienda, la barra, la miniatura, la resolución y el diploma.

### Venera
Se caracteriza por ser un sol de metal en forma de cruz, con cuatro rayos de seis centímetros de alto y ancho, sobre la cual está cargada la Escarapela de Artigas, de tres centímetros de diámetro en esmalte azul, blanco y rojo. Su reverso contendrá en plata el texto "MEDALLA 18 DE MAYO DE 1811", "EJÉRCITO NACIONAL" y "URUGUAY" en un círculo de tres centímetros de diámetro.
La medalla en el segundo grado añade dos ramas de laurel de oro a los lados de la Escarapela de Artigas, unidos desde su base con un lazo. En el primer grado, añade, además de las ramas de laurel recién descritas, en la parte superior cuatro estrellas de cinco puntas de oro de 5 milímetros cada una.

### Encomienda
Es una cinta de tela, de 36 milímetros de ancho, con una franja central de blanco de 12 milímetros flanqueada por dos franjas de color azul, estas últimas a su vez cargadas en su centro por franjas de color rojo de 4 milímetros cada una. Tiene de largo 70 centímetros y contiene en sus extremos un velcro.

### Barra
La barra es de 35 milímetros de largo y 10 milímetros de ancho, que en su centro será de color blanco.
En el segundo grado añade en relieve y en color oro, dos ramas de laurel unidas en su base por una cinta. En el primer grado además de las ramas de laurel, añade cuatro estrellas de cinco puntas.

### Miniatura
Es un sol en forma cruz de metal de color plata, con cuatro rayos de 25 milímetros de alto y ancho en cuyo centro se ubica la Escarapela de Artigas de unos 12 milímetros de diámetro en esmalte de colores azul, blanco y rojo. Su reverso contiene en color plata el mismo texto de la medalla, de unos 12 milímetros.
Al igual que la medalla en su tamaño normal, el segundo grado añade dos ramas de laurel y en el primer grado también cuatro estrellas de cinco puntas.

## Otorgamiento
La medalla se otorga a militares y civiles, sean nacionales o extranjeros, por sus servicios destacados u obras de servicio relevantes que los hagan merecedores del reconocimiento del Comando General del Ejército.
La distinción es concedida por el Comandante en Jefe del Ejército a partir de las propuestas de una Comisión Asesora integrada por el Comandante en Jefe del Ejército y dos Oficiales Generales más antiguos, cuya iniciativa sea de la propia Comisión o de los comandos de las diversas unidades militares.
La entrega de la medalla y su diploma respectivo se hace en ceremonia formal dirigida por el Comandante en Jefe del Ejército o quien le represente, según lo dictaminado por el Reglamento de Ceremonial y Protocolo del Ejército.

## Grados
La medalla se otorga en tres grados:
- Primer grado: para Oficiales Generales y similares civiles. La medalla en este grado consta de una venera completa, encomienda y barra.
- Segundo grado: para Oficiales Superiores y similares civiles. La medalla en este grado consta de una venera con ramas de laurel, encomienda y barra.
- Tercer grado: para Jefes, Oficiales, personal subalterno y similares civiles. La medalla en este grado consta de una venera, encomienda y barra.

Si la excepcionalidad del mérito lo justifica, puede otorgarse el grado inmediato superior a la categoría a la que correspondería el distinguido.

## Jerarquía
La Medalla 18 de Mayo de 1811 para el personal militar del Ejército Nacional de Uruguay tiene preeminencia sobre las demás nacionales o extranjeras, excepto de la Medalla al Mérito Militar que es jerárquicamente superior, por lo que su colocación en los uniformes debe contemplar esta preferencia.

## Galardonados
Entre los galardonados con esta medalla se encuentra el excomandante en Jefe del Ejército y senador de Uruguay Guido Manini Ríos, el excomandante de la Fuerza Multinacional de Paz y Observadores en la Península del Sinaí Simon Stuart, el excomandante del Ejército en las misiones de la ONU MINUSTAH y MONUSCO el brasileño Carlos Alberto dos Santos Cruz, el periodista y corresponsal de guerra español Julio César Alonso, y el Jefe de Estado Mayor del Ejército de Tierra de España Francisco Javier Varela Salas.